# Oliver Dickinson

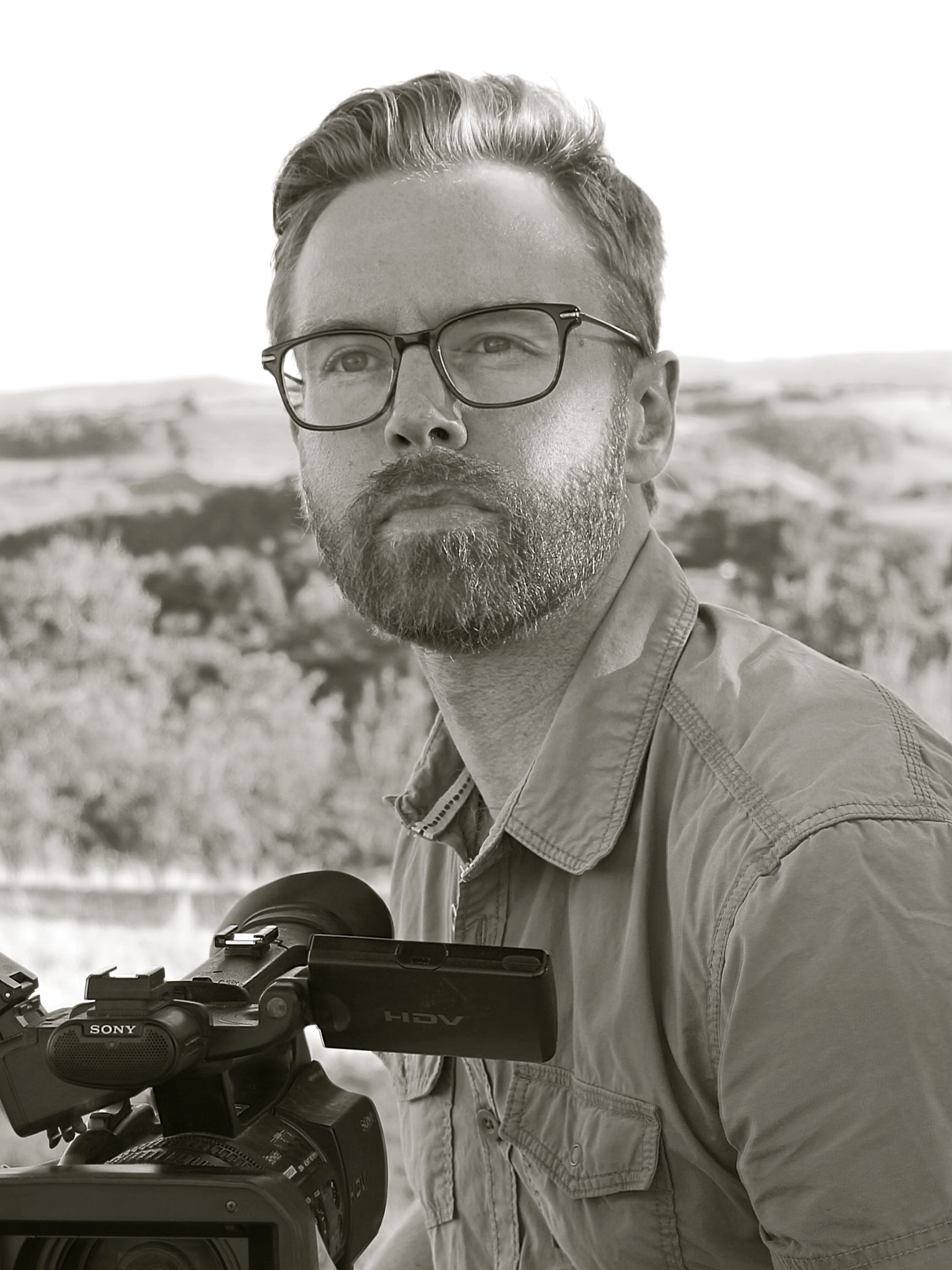

Oliver Jeremy Dickinson (Londres, Reino Unido, 1 de diciembre de 1980) es un director de cine documental británico.

## Filmografía
- 2009 : La Provincia Olvidada
- 2009 : Mon travail, ma peine
- 2011 : Veilleurs du Lagon
- 2013 : Paludiers de la Baie
- 2015 : Des locaux très motivés

- Datos: Q3350647